# Резолюция 28 на Съвета за сигурност на ООН
Резолюция 28 на Съвета за сигурност на ООН, приета с мнозинство на 6 август 1947, създава подкомитет в състав от представители на всички делегации, които са отправяли предложения за решаване на Гръцкия въпрос, и му възлага задачата да комбинира тези предложения в проект за нова резолюция, който да бъде предложен за одобрение на Съвета за сигурност. На подкомитета е възложено да представи проекта си до 11 август 1947 г. Резолюцията е приета с мнозинство от 10 гласа, като представителят на СССР гласува въздържал се.